# Martin Ljungberg
Martin Samuel Ljungberg, född 6 december 1894 i Norrköping (Hedvig), död 12 november 1949 i Norrköping (Sankt Olai), var en svensk civilingenjör och riksdagspolitiker (högern).
Martin Ljungberg var ledamot av riksdagens andra kammare från 1941 till sin död 1949, invald i Östergötlands läns valkrets. Han är gravsatt på Matteus begravningsplats i Norrköping.